# Ramal ferroviario Chillar-Barrow
El Ramal Chillar - Barrow pertenece al Ferrocarril General Roca, Argentina.

## Ubicación
Se halla íntegramente en la provincia de Buenos Aires, atravesando los partidos de Azul, Benito Juárez, Adolfo Gonzales Chaves y Tres Arroyos.

## Características
Es un ramal de la red secundaria interregional del Ferrocarril General Roca con una extensión de 136 km entre Chillar y Barrow.

## Historia
El ramal fue construido por la empresa Ferrocarril del Sud a principios de la década de 1910. Durante las estatizaciones ferroviarias de 1948, pasa a formar parte del Ferrocarril General Roca.

## Servicios
No presta servicios de pasajeros ni de cargas. Gran parte de sus vías fueron levantadas. Sólo el tramo entre Barrow y De La Garma se encuentra concesionado a la empresa de cargas Ferrosur Roca.